# Jasność (astronomia)
Jasność, dzielność promieniowania, moc promieniowania (ang. luminosity) – stosowana w astronomii wielkość fizyczna określająca ilość energii, którą ciało emituje w jednostce czasu. Jednostką jasności jest wat lub wielokrotność jasności Słońca (L☉) = 3,827·1026 W.
Jasność może być podawana jako jasność wizualna lub bolometryczna. W pierwszym przypadku pod uwagę bierze się jedynie światło widzialne, w drugim całe spektrum promieniowania elektromagnetycznego.

## Jasność a inne cechy gwiazdy
Określenie „jasność” oznacza również blask gwiazdy, czyli po prostu jej jasność w potocznym znaczeniu tego słowa.

### Jasność obserwowana
Jasność obserwowana jest to „jasność” gwiazdy obserwowana z Ziemi. Zależy od mocy promieniowania (jasności) gwiazdy i jej odległości od Ziemi. W fizyce, jasności obserwowanej odpowiada natężenie oświetlenia wyrażone w luksach [lx]. W astronomii tradycyjnie jasność obserwowana wyrażana jest w wielkościach gwiazdowych (magnitudo).
Jasność obserwowana gwiazdy w skali wielkości gwiazdowych (tzw. obserwowana wielkość gwiazdowa) i moc promieniowania gwiazdy powiązane są ze sobą zależnością:
{\displaystyle m_{\mathrm {g} }=m_{\mathrm {S} }-2{,}5\log _{10}\left({\frac {L_{\mathrm {g} }}{L_{\odot }}}\left({\frac {r_{\mathrm {S} }}{r_{\mathrm {g} }}}\right)^{2}\right),}
gdzie:
{\displaystyle m_{g}} – jasność obserwowana gwiazdy w skali wielkości gwiazdowych [mag],
{\displaystyle m_{S}} – jasność obserwowana Słońca w skali wielkości gwiazdowych [mag]; {\displaystyle m_{S}} = −26,73 mag,
{\displaystyle L_{g}} – jasność (moc promieniowania) wizualna gwiazdy,
{\displaystyle L_{\odot }} – jasność (moc promieniowania) wizualna Słońca,
{\displaystyle r_{g}} – odległość Ziemia-gwiazda,
{\displaystyle r_{S}} – odległość Ziemia-Słońce; {\displaystyle r_{S}} = 1 AU ≃ 1 pc/206265.
Powyższy wzór można także zapisać w postaci (porównaj ze wzorem Pogsona):
{\displaystyle m_{\mathrm {g} }-m_{\mathrm {S} }=-2{,}5\log _{10}\left({\frac {I_{\mathrm {g} }}{I_{\mathrm {S} }}}\right),}
gdzie:
{\displaystyle I_{g}} – jasność obserwowana gwiazdy w skali oświetlenia [lx],
{\displaystyle I_{S}} – jasność obserwowana Słońca w skali oświetlenia [lx].

### Jasność absolutna
Jasność absolutna jest to jasność obserwowana, jaką miałaby gwiazda obserwowana z odległości 10 parseków.
Jasność absolutna gwiazdy w skali wielkości gwiazdowych (tzw. absolutna wielkość gwiazdowa) i moc promieniowania gwiazdy powiązane są ze sobą zależnością:
{\displaystyle M_{g}-M_{S}=-2{,}5\log _{10}{\frac {L_{g}}{L_{\odot }}},}
gdzie:
{\displaystyle M_{g}} – jasność absolutna gwiazdy w skali wielkości gwiazdowych [mag],
{\displaystyle M_{S}} – jasność absolutna Słońca w skali wielkości gwiazdowych [mag]; {\displaystyle M_{S}} = 4,79 mag.

### Temperatura, masa i rozmiary gwiazdy
Jeśli założymy, że gwiazda jest ciałem doskonale czarnym, stosując prawo Stefana-Boltzmanna, można moc promieniowania {\displaystyle (L)} powiązać również z temperaturą {\displaystyle (T)} i promieniem gwiazdy {\displaystyle (R).}
{\displaystyle L=4\pi R^{2}\sigma T^{4},}
gdzie σ to stała Stefana-Boltzmanna = 5,67·10−8 W·m−2·K−4.
Moc promieniowania jest również związana z masą gwiazdy, jednak nie istnieje jeden uniwersalny wzór.
W przypadku gwiazd ciągu głównego przybliżony wzór ma postać
{\displaystyle {\frac {L}{L_{\odot }}}\sim {\left({\frac {M}{M_{\odot }}}\right)}^{3+\mathrm {B} }.}
Współczynnik {\displaystyle B} dla różnych gwiazd waha się między 0 a 1, zwykle przyjmowana jest więc wartość 0,5.

## Jasność w toku ewolucji gwiazd
Z zależności jasności od masy wynika, że niewielka zmiana masy gwiazdy pociąga za sobą znacznie większą zmianę jasności. Im większa masa, tym więcej paliwa gwiazda ma do spalenia, więc wydawałoby się, że jej czas życia będzie dłuższy. Jednak gwiazda 10-krotnie masywniejsza od Słońca ma ponad 3100 razy większą jasność, spala więc swoje paliwo w znacznie szybszym tempie. Długość życia gwiazdy w ciągu głównym szacuje wzór:
{\displaystyle \tau _{ms}\ \sim \ 10^{10}{\text{ lat}}\cdot \left[{\frac {M_{\bigodot }}{M}}\right]^{2{,}5}.}
Gwiazdy masywniejsze od Słońca muszą mieć albo większy promień albo większą temperaturę (w rzeczywistości jest to złożenie obu przypadków, chodzi o ich proporcje). Jasność jest proporcjonalna do drugiej potęgi promienia, ale już do czwartej potęgi temperatury. Dlatego błękitny nadolbrzym (np. Rigel {\displaystyle -17\,M_{\odot },} {\displaystyle 1{,}9\,T_{\odot },} {\displaystyle 70\,R_{\odot }}), w których przypadku wzrost masy rekompensuje wzrost temperatury, są znacznie mniejsze od czerwonych nadolbrzymów (np. Betelgeuse {\displaystyle -14\,M_{\odot },} {\displaystyle 0{,}6\,T_{\odot },} {\displaystyle 630\,R_{\odot }}), w których przypadku większa masa prowadzi do zwiększenia promienia. Dlatego największe gwiazdy we Wszechświecie są czerwone i chłodne.
Jasność wyznacza również maksymalną masę gwiazdy (około {\displaystyle 120\,M_{\odot }}) → jasność Eddingtona.
Z wiekiem gwiazda ciągu głównego gromadzi coraz więcej helu w swoim jądrze, którego większa siła grawitacji wywiera większy nacisk na sąsiadujące warstwy wodoru, zwiększając tempo fuzji jądrowej, w rezultacie zwiększając jasność gwiazdy. Im większa gwiazda, tym więcej helu gromadzi się w jądrze. Siła grawitacji wzrasta, dodatkowo jądro staje się gęstsze i gorętsze, więc wzrost jasności jest jeszcze większy. Przykładowo, gwiazda o masie {\displaystyle 0{,}08\,M_{\odot }} zwiększy w ciągu życia swoją jasność około 15 razy, a gwiazda o masie {\displaystyle 0{,}16\,M_{\odot },} około 140 razy.
Jak wiemy wzrost jasności może zostać wyrównany poprzez wzrost promienia, co prowadzi do powstania czerwonych olbrzymów lub przez wzrost temperatury, w rezultacie tworząc błękitnego karła.